# Epocilla mauriciana
Epocilla mauriciana là một loài nhện trong họ Salticidae.
Loài này thuộc chi Epocilla. Epocilla mauriciana được Eugène Simon miêu tả năm 1901.